# Falciot oriental
El falciot oriental (Apus nipalensis)	és un ocell de la família dels apòdids (Apodidae) que habita al camp obert, especialment a ciutats, criant en zones rocalloses i edificis de les terres baixes, des del nord i est de l'Índia cap a l'est fins al sud-est de la Xina, Hainan, Taiwan i sud del Japó (cap al nord fins al centre d'Honshu) i, cap al sud, a través del Sud-est Asiàtic fins Sumatra, Borneo, Java, Bali, Sulawesi i nord de les Filipines.